# Ulrike Nolte

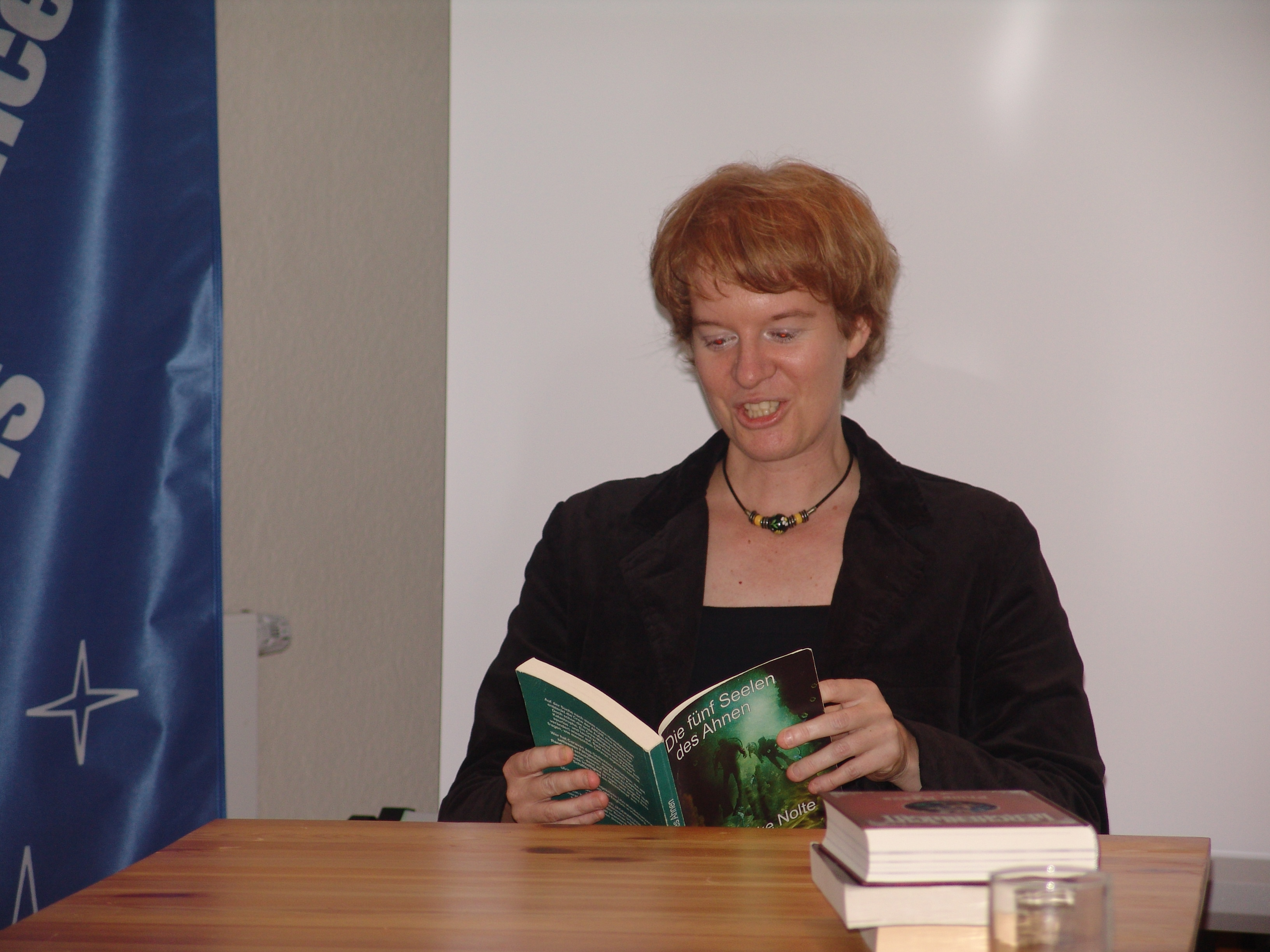
Ulrike Nolte auf der Penta-Con 2007

Ulrike Nolte (* 6. August 1973 in Essen) ist eine Autorin für Phantastische Literatur und eine preisgekrönte Übersetzerin.

## Leben
Ulrike Nolte studierte Nordistik, Germanistik und Politologie, promovierte im Jahre 2002 über Nordistik. Sie arbeitete zunächst als freie Lektorin, Werbetexterin und Hamburger Stadtführerin. Gleichzeitig leitete sie ehrenamtlich den Kulturbereich und die Frauenbibliothek des Magnus Hirschfeld Centrums (mhc) in Hamburg. Seit 2005 ist sie hauptsächlich Übersetzerin für schwedische, norwegische und englischsprachige Literatur mit über 40 Veröffentlichungen und gehört seit 2007 zur Übersetzer-Jury des Kurd-Laßwitz-Preises. Ihre erfolgreichste Übersetzung war die Serie Strange the Dreamer von Laini Taylor. Als freie Journalistin schreibt Ulrike Nolte seit 2018 v. a. für das Magazin L-Mag.
Am 5. Mai 2012 heiratete sie eine Frau und nahm den Familiennamen Raimer-Nolte an. Am 13. August 2014 kam ihr erster Sohn zur Welt, der aber auf der Säuglingsstation am plötzlichen Kindstod verstarb. Am 1. August 2016 kam ihr zweiter Sohn zur Welt.

## Werk
Seit 1999 erschienen Erzählungen von ihr in verschiedenen Science-Fiction-Magazinen. 2000 folgte ihr erster Roman Jägerwelten. Für ihren zweiten Roman Die fünf Seelen des Ahnen (Titel der Neuauflage: FünfSeelen) gewann sie den Deutschen Science-Fiction Preis 2007 in der Kategorie "Bester Roman" als einzige Frau innerhalb von 30 Jahren. Im Anschluss veröffentlichte sie hauptsächlich Kinder- und Jugendliteratur. Zuletzt erschien 2022 das Weihnachtsbuch Die vertrixte Adventsmaschine.

### Auswahl
- Jägerwelten (Roman), Argument-Verlag 2000, ISBN 3-88619-952-5
- Schwedische "social fiction". Die Zukunftsphantasien moderner Klassiker der Literatur von Karin Boye bis Lars Gustafsson (Sachbuch), Verlagshaus Monsenstein und Vannerdat 2002, ISBN 3-935363-60-5
- Die fünf Seelen des Ahnen (Roman), Atlantis-Verlag 2006, ISBN 3-936742-60-X
- Märchenhaft – Das Buch voller tollkühner Maiden und lieblicher Prinzen, Debüt Verlag 2010, ISBN 978-3-942086-02-8
- Die vertrixte Adventsmaschine, epubli Verlag 2022, ISBN 978-3-7565-3923-9

## Auszeichnung
- Kunst- und Kulturpreis Segeberg 2000 für Jägerwelten
- Förderpreis für Literarische Übersetzungen der Stadt Hamburg 2003 (Auszüge des Gedichtsepos Aniara des Nobelpreisträgers Harry Martinson)
- Deutscher Science Fiction Preis 2007 für Die fünf Seelen der Ahnen[2]